# Гарсиа Арно (виконт Дакса)

Виконтство Дакс на карте Гаскони

Гарсиа Арно (фр. Garcia Arnaud de Dax; ок. 1010 — 1065) — виконт Дакса с 1058/1059 года, сеньор Микса и Остабаре.
Родился ок. 1010 года, второй сын Арно I.
Через несколько лет после смерти старшего брата изгнал из Дакса его сына — своего племянника Раймона Арно, и провозгласил себя виконтом.
В 1065 году Гарсиа Арно умер, и Раймон Арно восстановил свою власть в Даксе.
Жену Гарсиа Арно звали Аурия (Ория). Её происхождение не выяснено. Дети:
- Арно Гарсиа (ум. после 1072) — сеньор Микса и Остабаре.
- Бергон Гарсия, сеньор де Грамон, основатель рода де Грамон.
- Леофранк (ум. 1095 или позже) — сеньор де Мюре.